# قياس تلوث الهواء
يُعرف قياس تلوث الهواء بأنه عملية جمع وقياس مكونات تلوث الهواء، ولا سيما الغازات والجسيمات. إن أقدم الأجهزة المستخدمة لقياس تلوث مقاييس المطر (في دراسات المطر الحمضي)، ومخططات لقياس الدخان، ومجمعات السخام والغبار البسيطة (رينجلمان - Ringelmann)، المعروفة بمقاييس الترسبات. قياس تلوث الهواء الحديث آلي إلى حد كبير، ويجري تنفيذه باستخدام العديد من الأجهزة والتقنيات المختلفة، من أنابيب اختبار ماصة بسيطة تُعرف باسم أنابيب الانتشار إلى أجهزة استشعار كيميائية وفيزيائية متطورة جدًا، توفر قياسات تلوث في الوقت الفعلي تقريبًا، التي تُستخدم لإنشاء مؤشرات جودة الهواء.

## أهمية القياس
يتسبب تلوث الهواء في العديد من المشكلات البيئات الحضرية، ويمكن أن تحتوي على العديد من المكونات، لا سيما الجسيمات الصلبة والسائلة (مثل السخام من المحركات والرماد المتطاير المتسرب من المحارق)، والعديد من الغازات المختلفة (الأكثر شيوعًا ثاني أكسيد الكبريت وأكاسيد النيتروجين وأول أكسيد الكربون، وكلها مرتبطة بوقود الاحتراق). هذه الأشكال المختلفة من التلوث لها تأثيرات مختلفة في صحة الناس، والطبيعة (الماء والتربة والمحاصيل والأشجار والنباتات الأخرى)، وعلى البيئة المبنية. يعد قياس تلوث الهواء الخطوة الأولى في تحديد أسبابه، ومن ثم تقليلها أو تنظيمها، للحفاظ على جودة الهواء داخل الحدود القانونية (التي يفرضها المنظمون مثل وكالة حماية البيئة في الولايات المتحدة)، أو الإرشادات الاستشارية التي تقترحها هيئات مثل منظمة الصحة العالمية. وفقًا لمنظمة الصحة العالمية، فإن أكثر من 6000 مدينة في 117 دولة تراقب الآن روتينيًا جودة الهواء.

## القياس السلبي والنشط
يُقاس تلوث الهواء (على نطاق واسع) بطريقتين مختلفتين، سلبية أو نشطة.

### القياس السلبي
الأجهزة السلبية بسيطة نسبيًا ومنخفضة التكلفة. إنها تعمل من طريق امتصاص عينة من الهواء المحيط أو جمعها بنحو سلبي، التي يجب تحليلها بعد ذلك في المختبر. أحد أكثر أشكال القياس السلبي شيوعًا هو أنبوب الانتشار، الذي يشبه أنبوب الاختبار المعملي ويجري تثبيته بشيء (مثل عمود المصباح) لامتصاص واحد أو أكثر من غازات الملوثات المحددة ذات الأهمية. بعد فترة من الوقت، يجري إخراج الأنبوب وإرساله إلى المختبر لتحليله. تعد أجهزة قياس الترسبات، أحد أقدم أشكال قياس التلوث. نوع آخر من الأجهزة السلبية، وهي مسارات كبيرة تجمع السخام أو الجسيمات الأخرى وتصرفها في زجاجات أخذ العينات، التي يجب تحليلها مرة أخرى في المختبر.

### القياس النشط
تعد أجهزة القياس النشطة أكثر تلقائية وتعقيدًا وتطورًا، ولكنها ليست أكثر حساسية أو موثوقية. تستخدم المراوح لامتصاص الهواء، وتصفيته، وإما تحليله تلقائيًا هناك بعد ذلك، أو جمعه وتخزينه لتحليله لاحقًا في المختبر. تستخدم أجهزة الاستشعار النشطة طرائق فيزيائية أو كيميائية. تقيس الطرق الفيزيائية عينة من الهواء دون تغييرها، على سبيل المثال، من طريق رؤية مقدار طول موجي معين من الضوء تمتصه. تغيِّر الطرق الكيميائية العينة بطريقة ما، من طريق تفاعل كيميائي، وقياس ذلك. معظم أجهزة استشعار جودة الهواء الآلية هي أمثلة على القياس النشط.

## مستشعرات جودة الهواء
تتراوح مستشعرات جودة الهواء من الاجهزة المحمولة الصغيرة إلى محطات المراقبة الثابتة واسعة النطاق في المناطق الحضرية، وأجهزة المراقبة عن بُعد المستخدمة في الطائرات، والأقمار الصناعية الفضائية.

### مستشعرات جودة الهواء الشخصية
في أحد طرفي المقياس، توجد مستشعرات لتلوث الهواء محمولة صغيرة وغير مكلفة (ويمكن ارتداؤها أحيانًا) متصلة بالإنترنت، مثل بيضة قياس جودة الهواء (Air Quality Egg) والهواء البنفسجي PurpleAir)) وتدفق البلوم Plume Flow)). تقوم هذه الأجهزة باستمرار بأخذ عينات من الجسيمات والغازات، وتنتج قياسات دقيقة إلى حد ما في الوقت الفعلي تقريبًا، يمكن تحليلها بوساطة تطبيقات الهواتف الذكية. يمكن استخدامها في كل من البيئات الداخلية والخارجية، وتركز الأغلبية على قياس خمسة أشكال من تلوث الهواء: الأوزون، والجسيمات، وأول أكسيد الكربون، وثاني أكسيد الكبريت، وثاني أكسيد النيتروجين.
كانت أجهزة الاستشعار مثل هذه باهظة الثمن في يوم من الأيام، ولكن العقد الأول من القرن الحادي والعشرين شهد اتجاهًا نحو الأجهزة المحمولة الأرخص ثمنًا التي يمكن للأفراد ارتداؤها لمراقبة مستويات جودة الهواء المحلية، التي يشار إليها أحيانًا بنحو غير رسمي باسم أجهزة الاستشعار منخفضة التكلفة (LCS). .
حددت مراجعة حديثة أجراها مركز الأبحاث المشترك التابع للمفوضية الأوروبية 112 نموذجًا، قدمها 77 مصنعًا مختلفًا.
يمكن لأجهزة الاستشعار الشخصية أن تمكّن الأفراد والمجتمعات من فهم بيئات تعرضهم ومخاطر تلوث الهواء بشكل أفضل. مثلًا، وزَّعت مجموعة بحثية بقيادة ويليام جريسوولد في جامعة كاليفورنيا في سان فرانسيسكو أجهزة استشعار محمولة لتلوث الهواء على 16 راكبًا، ووجدت «وديانًا حضرية»، حيث تحاصر المباني التلوث. ووجدت المجموعة أيضًا أن تعرض ركاب الحافلات أعلى من التعرض ركاب السيارات.

### مراقبة التلوث الاستاتيكي على نطاق صغير
على النقيض من الشاشات منخفضة التكلفة، التي يجري نقلها من مكان إلى آخر، فإن الشاشات الثابتة تأخذ باستمرار عينات لقياس جودة الهواء في موقع حضري معين. تحتوي الأماكن العامة (مثل محطات السكك الحديدية المزدحمة أحيانًا) على أجهزة مراقبة فعالة لجودة الهواء مثبتة بنحو دائم بجانب المنصات لقياس مستويات ثاني أكسيد النيتروجين والملوثات الأخرى.

جرى تصميم بعض الشاشات الثابتة لتقديم ملاحظات فورية حول جودة الهواء المحلي. في بولندا، تقيس أجهزة مراقبة الهواء ايكوستوبيك (EkoSłupek) مجموعة من الغازات والجسيمات الملوثة، ولديها مصابيح صغيرة في الأعلى تغير لونها من الأحمر إلى الأخضر، للإشارة إلى مدى صحة الهواء القريب.

### مراقبة التلوث على نطاق واسع
في الطرف المقابل من المستشعرات منخفضة التكلفة، توجد محطات مراقبة كبيرة وثابتة على جانب الشارع ومكلفة جدًا، التي تقوم باستمرار بأخذ عينات من الملوثات المختلفة الموجودة عادة في الهواء الحضري للسلطات المحلية، التي تشكل أنظمة المراقبة الحضرية، مثل شبكة جودة الهواء في لندن وشبكة بريطانية أوسع تسمى الشبكة الحضرية والريفية التلقائية (AURN).
في الولايات المتحدة، تحتفظ وكالة حماية البيئة بمستودع لبيانات جودة الهواء من طريق نظام جودة الهواء (AQS)، إذ تخزن البيانات من أكثر من 10000 شاشة. تجمع وكالة البيئة الأوروبية بيانات جودة الهواء من 3500 محطة مراقبة عبر القارة. القياسات التي تُجرى بوساطة مستشعرات مثل هذه، وهي أكثر دقة، هي أيضًا قريبة من الوقت الفعلي، وتستخدم لإنشاء مؤشرات جودة الهواء (AQIs).
بين طرفي المستشعرات الكبيرة الثابتة والصغيرة الحجم القابلة للارتداء توجد شاشات محمولة متوسطة الحجم (تُركب أحيانًا في صناديق كبيرة قابلة للعجلات)، وحتى مدمجة في شاحنات متنقلة لأخذ عينات الضباب الدخاني.